# Småskolelärarinneseminariet i Lund

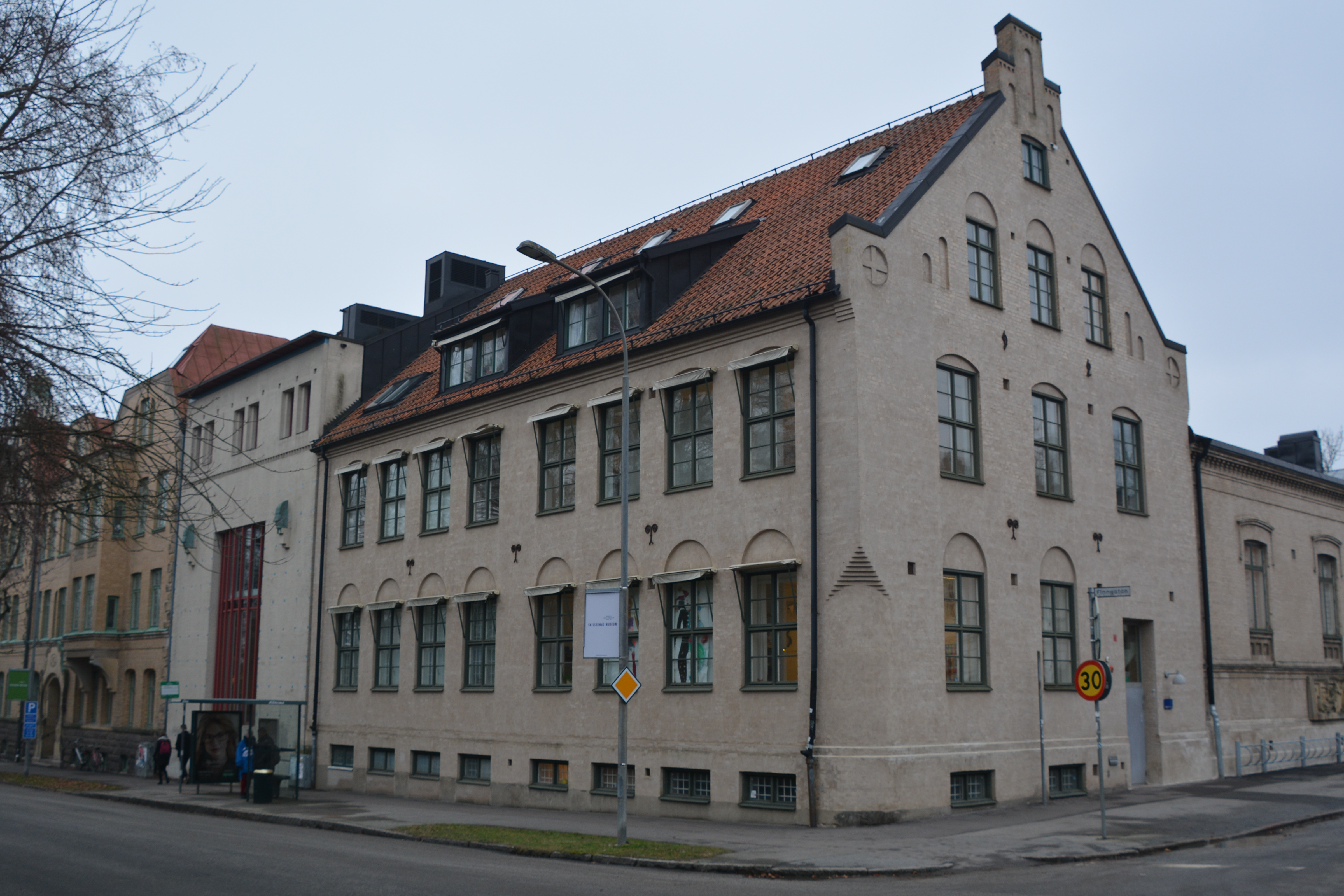
Fasaden mot Sölvegatan

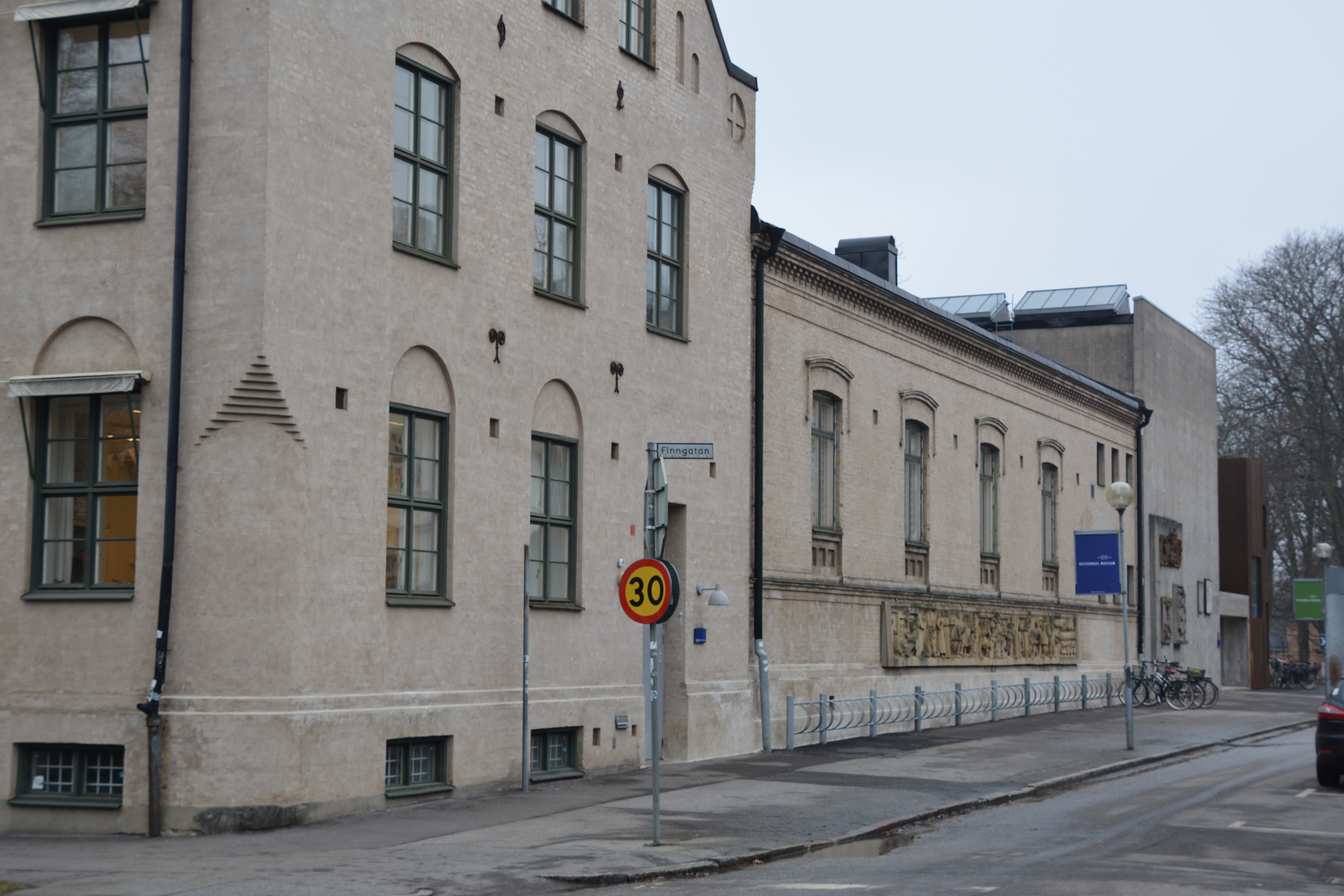
Hörnhuset Finngatan/Sölvegatan, med gymnastiksalsbyggnaden till höger

Småskolelärarinneseminariet i Lund var en läroanstalt i Lund.
Småskolelärarinneseminariet i Lund inrättades 1881 av Malmöhus läns landsting som en lärarutbildningsanstalt för kvinnor. I januari 1882 skrevs de första eleverna in i de hyrda lokalerna i kvarteret Hyphoffslyckan 2, som ligger där Skissernas museums entrédelar ligger idag. Denna fastighet köptes in 1885 och 1892 uppfördes på den likaledes (1889) inköpta granntomten på Finngatan en gymnastiksalsbyggnad, som förutom gymnastiksal också innehöll ett par bostadsrum i den västra delen. Denna byggnad blev 1941 den första reguljära utställningslokalen för Arkiv för dekorativ konst, nuvarande Skissernas museum. Byggnaden används idag som en stor utställningslokal, Internationella salen.
I hörnet Finngatan/Sölvegatan, kvarteret Bispen 12, uppfördes 1921 ett nytt skolhus, ritat av Carl Andrén. Huset hade fyra skolsalar, ett stort skolkök i källaren och några bostadsrum, och hade kaminer och kakelugnar för uppvärmning. 
Efter det att staten 1931 övertagit hela ansvaret för lärarutbildning, lades seminariet i Lund ned 1934 och själva skolhuset köptes av Fredrik Böök, som 1936 sålde det vidare till Lunds universitet. Det tidigare skolhuset blev lokaler för Institutionen för statistik och matematik, medan det tidigare gymnastikhuset 1938 överläts till Institutionen för konsthistoria för att bli museilokal. Omkring 1970 hade Arkiv för dekorativ konst tagit över också hela det tidigare skolhuset. 